# Julio Camacho Aguilera
Julio Camacho Aguilera (Rafael Freyre, Cuba; 7 de marzo de 1924-Cuba, 14 de diciembre de 2024) fue un militar y político cubano, destacado comandante de la Revolución cubana. 

## Biografía

### Orígenes y primeros años
Julio Camacho Aguilera nació en el antiguo Central "Santa Lucía" en el actual municipio de Rafael Freyre, actual provincia de Holguín, Cuba, el 7 de marzo de 1924. Se crio desde los cinco años en el Central "Ermita", actual "Costa Rica", en la provincia Guantanamo

### Lucha armada
En su primera juventud, militó en el Partido Ortodoxo y se opuso al golpe de Estado del 10 de marzo de 1952. En 1955, asaltó un polvorín con la intención de apertrecharse para la lucha armada. Tomó parte en el Alzamiento del 30 de noviembre de 1956 en Santiago de Cuba, debiendo refugiarse con una pequeña milicia del Movimiento 26 de Julio en las montañas de Guantánamo. 
Posteriormente, ocupó varios cargos en la dirigencia del M-26-7. René Ramos Latour le nombró Comandante de las milicias del M-26-7, tras la muerte de Frank País. Fue uno de los líderes del Alzamiento del 5 de septiembre de 1957 en Cienfuegos. El 18 de noviembre de 1957 fue capturado por Esteban Ventura Novo, momento en que fue sometido a torturas que le provocaron fracturas en cinco costillas además de invalidez por un breve tiempo. 
Se unió al Ejército Rebelde en la Sierra Maestra, pasando a formar parte de la Columna 13, la cual, posteriormente, constituyó el Frente Camagüey, el cual comandó Camacho Aguilera a fines de 1958. 

## Vida política
Tras el triunfo de la Revolución cubana en enero de 1959, fue nombrado Ministro del Transporte, cargo que ocupó entre 1959 y 1961. 
Posteriormente, fue primer secretario del Partido Comunista de Cuba en varias provincias del país, así como miembro del Comité Central. También fue director de la Oficina para el Desarrollo Integral de la Península de Guanahacabibes.

## Honores
- Título de doctor honoris causa en Ciencias Políticas de la Universidad de Pinar del Río, 2002.
- Reconocimiento Provincial de la Delegación Territorial del Ministerio de Ciencia, Tecnología y Medio Ambiente de Pinar del Río, 2004 "Por su labor destacada en el trabajo de Medio Ambiente"
- Reconocimiento a su dedicación personal a favor del uso sostenible del área protegida Península de Guanahacabibes
- Reconocimiento por "Contribuir con modestia y talento a que las Mesas Redondas sean la Universidad Política del Pueblo" firmado por Fidel Castro Ruz, 2005.
- Premio Nacional de Medio Ambiente, 2007.

| Predecesor: Cargo creado | Ministro del Transporte de Cuba enero de 1959-17 de mayo de 1961 | Sucesor: Omar Fernández Cañizares |